# Ivan Trojan

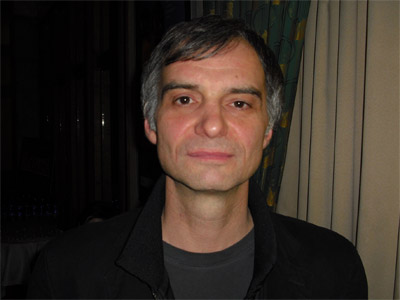
Ivan Trojan (2009)

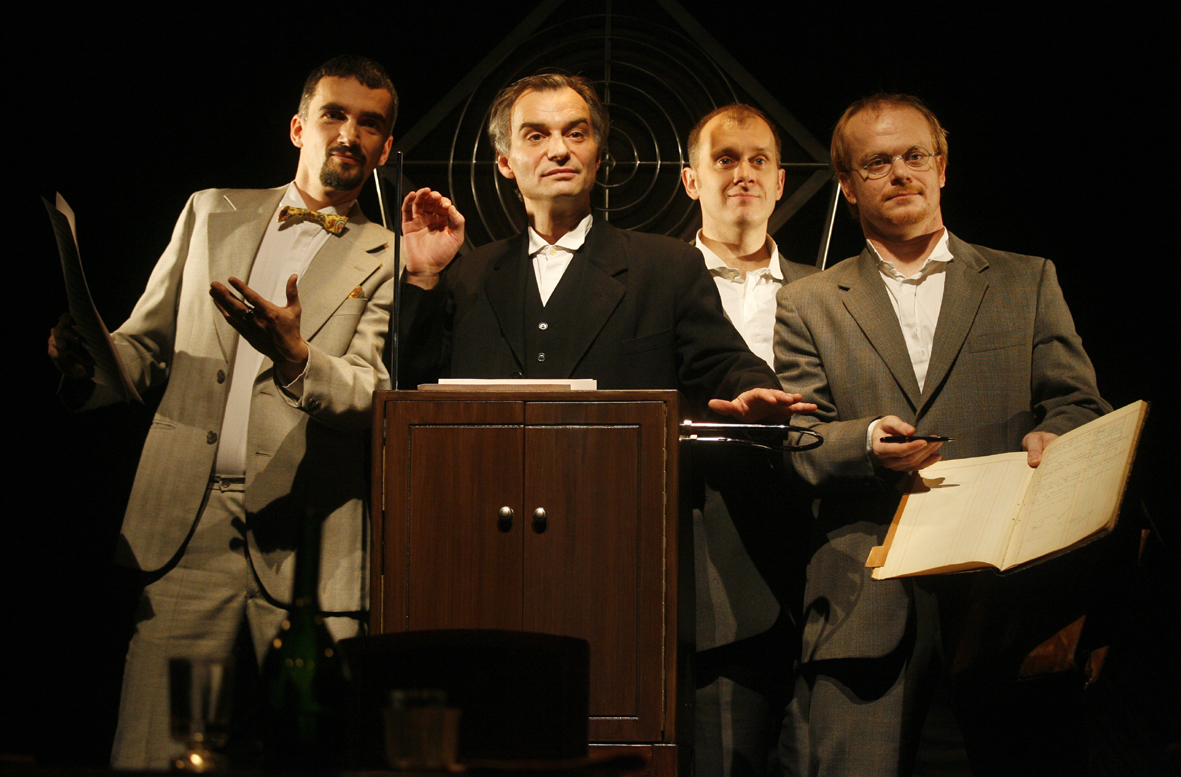
Martin Myšička, Ivan Trojan, Jiří Bábek, und David Novotný im Teremin

Ivan Trojan (* 30. Juni 1964 in Prag, Tschechoslowakei) ist ein tschechischer Schauspieler.

## Biografie
Ivan Trojan ist der Sohn des Schauspielers Ladislav Trojan und jüngerer Bruder des Filmemachers Ondřej Trojan. Er selbst ist seit 1992 mit der Schauspielerin Klára Pollertová-Trojanová, mit der er vier gemeinsame Söhne hat, verheiratet. In seiner Jugend spielte er  Basketball und wollte ursprünglich Sport studieren. Stattdessen studierte er Schauspielerei an der Theaterfakultät der Akademie der Musischen Künste in Prag (DAMU). Er absolvierte noch ab 1989 seinen Militärdienst, bevor er sich  als Schauspieler beim Theater und Film etablieren konnte.
Insgesamt wurde Trojan sieben Mal für den tschechischen Filmpreis Český lev nominiert, wobei er je zweimal als Bester Hauptdarsteller und Bester Nebendarsteller ausgezeichnet wurde. Er ist bisher der einzige Schauspieler, dem dies auch in einem Jahr gelang. 2003 wurde er als bester Hauptdarsteller für Rotzbengel und als bester Nebendarsteller für Musím tě svést ausgezeichnet.

## Filmografie (Auswahl)
- 2000: Einzelgänger (Samotáři)
- 2001: Die schönste Sache der Welt – Powers: Magische Kräfte (Powers)
- 2002: Musím tě svést
- 2002: Rotzbengel (Smradi)
- 2003: Jedna ruka netleská
- 2005: Příběhy obyčejného šílenství
- 2007: Václav
- 2008: Die Karamazows (Karamazovi)
- 2011: Alois Nebel
- 2013: Burning Bush – Die Helden von Prag (Hořící keř)
- 2015: Der Mittsommerkranz (Svatojánský venecek)
- 2020: Charlatan

## Auszeichnungen
Český lev
- 2021: Nominierung als Bester Hauptdarsteller (Charlatan)[1]